# أسل تكساني
أسل تكساني (الاسم العلمي: Juncus texanus) نوع نباتي يتبع جنس الأسل وينتمي إلى الفصيلة الأسلية.